# 貝雷茲迪夫
50°27′21″N 27°7′10″E / 50.45583°N 27.11944°E

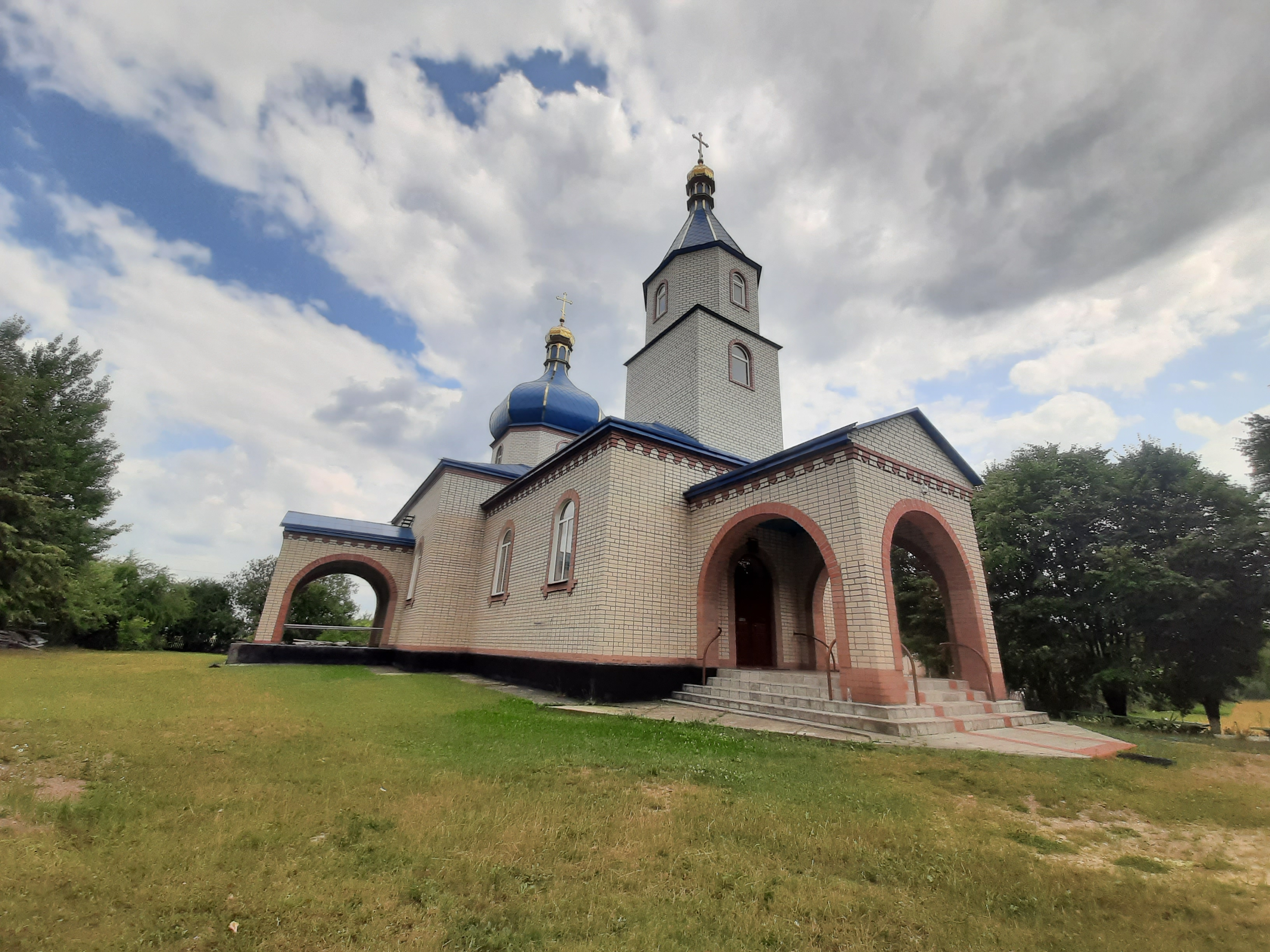
教堂

貝雷茲迪夫（羅馬化：Berezdiv），又按俄语名译为别列兹多夫，是位於烏克蘭西部的村莊，由赫梅利尼茨基州舍佩蒂夫卡區的贝雷兹迪夫市镇負責管轄。該村處於科爾奇克河畔，始建於1586年，面積2.73平方公里，海拔高度214米。